# Alfred Landé
Alfred Landé (Elberfeld, 13 de dezembro de 1888 — Columbus, 30 de outubro de 1976) foi um físico teuto-estadunidense.
Obteve um doutorado em 1919 na Universidade de Munique, orientado por Arnold Sommerfeld, com a tese Zur Methode der Eigenschwingungen in der Quantentheorie.
Conhecido por suas contribuições à mecânica quântica. Determinou a constante de proporcionalidade fator de Landé, uma explanação do efeito Zeeman.

## Livros
- Alfred Landé Principles of Quantum Mechanics (Macmillan/Cambridge, 1937)
- Alfred Landé Quantum Mechanics (Cambridge University Press, 1951)
- Alfred Landé Quantum Mechanics (Sir Isaac Pitman & Sons, 1951)
- Alfred Landé Foundations of Quantum Theory: A Study in Continuity and Symmetry (Yale, 1955)
- Alfred Landé From Dualism to Unity in Quantum Physics (Cambridge University Press, Cambridge, 1960)
- Alfred Landé New Foundations of Quantum Mechanics (University Press. 1965)
- Alfred Landé Nuevos Fundamentos de La mecanica Cuantica (Madrid, Editorial Tecnos, 1968)